# Adro
Adro är en ort och kommun i provinsen Brescia i regionen Lombardiet i Italien. Kommunen hade 7 188 invånare (2018).